# Cyrilla cubensis
Cyrilla cubensis är en tvåhjärtbladig växtart. Cyrilla cubensis ingår i släktet Cyrilla och familjen Cyrillaceae.

## Underarter
Arten delas in i följande underarter: